# Kerivula barevná
Kerivula barevná, česky také netopýr barevný (Kerivoula picta), je druh asijského netopýra z čeledi netopýrovití (Vespertilionidae). Popsal jej Peter Simon Pallas roku 1767.

## Výskyt
Jedná se o široce rozšířený asijský druh. V jižní Asii byl zaznamenán v Bangladéši, Nepálu, Srí Lance a Indii (Ándhrapradéš, Ásám, Goa, Gudžarát, Karnátaka, Kérala, Maháráštra, Urísa, Rádžasthán, Sikkim, Tamilnádu a Západní Bengálsko). Areál výskytu dále zahrnuje jihovýchodní Čínu (Kuang-tung, Kuang-si, Kuej-čou, Ťiang-si, ostrov Chaj-nan), celou pevninskou jihovýchodní Asii a některé ostrovy Malajského souostroví (Sumatra, Jáva, Bali, Lombok, Ambon, Halmahera a Ternate; výskyt na Borneu je nejistý).

## Popis
Kerivula barevná je relativně malý netopýr, dosahující délky těla 31–57 mm, délky ocasu 32–55 mm, rozpětí křídel 180–300 mm a hmotnosti 5 g. Podobně jako ostatní kerivuly se i tento druh vyznačuje dlouhou a vlnitou srstí, porůstající taktéž obličej s výjimkou nozder; a rovněž velkýma ušima ve tvaru nálevky. Ve srovnání s mnoha jinými netopýrovitými má však pestré zbarvení, s jasně oranžovým nebo šarlatovým osrstěním, černou létací blánou křídel a oranžovými prsty. Zvláště starší samce lze od samic odlišit díky jasnějšímu zbarvení.

## Chování a ekologie
Přirozeným stanovištěm kerivul barevných jsou především suché lesy, objevují se však i v obdělávané krajině, typicky na plantážích. Aktivními se tito netopýři stávají po západu slunce. Jde o rozvážné letce, kteří třepotavým letem propátrávají vegetaci nad zemí, odkud sbírají hmyz a jiné bezobratlé. Výpravy za potravou typicky trvají jednu až dvě hodiny. Coby hřadoviště slouží různé dutiny, záhyby listů, ale i lidské stavby či ptačí hnízda. O rozmnožování je známo jen malé množství informací, kerivuly barevné však ve srovnání s mnoha jinými netopýrovitými vynikají skutečností, že tvoří rodinné skupinky, jež zahrnují maximálně 6 jedinců. Doba rozmnožování připadá na červen až srpen a samice prý rodí jediné mládě.

## Ohrožení
Mezinárodní svaz ochrany přírody (IUCN) považuje ve svém vyhodnocení stavu ohrožení z roku 2020 kerivulu barevnou za téměř ohrožený druh. Hlavní hrozbou je poptávka po preparovaných exemplářích, prodávaných jako suvenýry jak lokálně, tak v zámoří. Na tento problém se mohou nabalovat i další ohrožující faktory, spojené například se ztrátou přirozených stanovišť, zvýšenou chemizací zemědělství nebo vyrušováním během hřadování.